# 只有你 (no3b單曲)
《只有你》（日语：君しか）是no3b的第5張單曲。於2010年8月4日發售。

## 概要
- 與前作的《Lie》相隔約4個月後發售的單曲。
- PV是汐留撮影的。

## 收錄曲

### CD
全形態共通
1. 只有你
（作詞：秋元康　作曲：前山田健一　編曲：宅見将典）
  - KDDI au LISMO原創戲劇『言霊の女たち。』主題曲
  - 『汐留博覧会2010』主題曲
  - 日本電視台系『ジャック10』8月度片尾曲
2. 青春就像樹梢撒落的夏日陽光
（作詞：秋元康　作曲：白戸佑輔　編曲：宇佐美宏）
3. 君しか -Instrumental-
4. 青春就像樹梢撒落的夏日陽光 -Instrumental-

特典（通常盤）
- 「只有你」發售記念参加&握手券

### DVD
初回限定盤
- 初回限定盤A（ESCL-3460・1）

1. 只有你 Music Video
2. Making of 君しか
3. 只有你 Misic Video 「言霊の女たち。」ver.

- 初回限定盤B（ESCL-3462・3）

1. 只有你 Music Video
2. 只有你 ジャケット撮影風景
3. 只有你 Misic Video 「言霊の女たち。」ver.

- 初回限定盤C（ESCL-3464・5）

1. 只有你 Music Video
2. 只有你 レコーディング風景
3. 只有你 Misic Video 「言霊の女たち。」ver.

## 外部連結
- no3b官方網站（页面存档备份，存于）